# Louis Henri François de Marcé
 Louis Henri François de Marcé , né le 12 juin 1731 à Chinon et mort le 29 janvier 1794 à Paris, est un général de division de la Révolution française.
Battu à la bataille de Pont-Charrault, au début de la guerre de Vendée, il est condamné à mort par le Tribunal révolutionnaire et guillotiné.

## Biographie

### Famille
Louis de Marcé naît à Chinon le 12 juin 1731. Le 26 juin 1771 il épouse à Chinon Catherine Louise Le Roy de la Sauvagère.

### Carrière sous l'Ancien Régime
Il commence sa carrière comme lieutenant en second dans le régiment de Crillon devenu de la Tour du Pin à l'âge de 13 ans. Il devient premier lieutenant en 1745, puis capitaine en 1746.
Il quitte le régiment et combat en Allemagne, de 1757 à 1762, pendant la guerre de Sept Ans. Il est major du bataillon des prisonniers de guerre en 1759, puis major des grenadiers royaux d'Argentré-Chantilly. Il en devient le lieutenant-colonel en 1766.
En 1770, il est employé par le lieutenant général Pierre Joseph de Bourcet à la reconnaissance des frontières du Dauphiné pour en dresser la carte topographique complète. Il est élevé à cette occasion au grade de colonel. Il passe ensuite aide maréchal-des-logis en 1786, puis maréchal de camp en 1788. À la fin des années 1780, il est employé en Corse.
Il est titulaire de la croix de chevalier de Saint-Louis. Sur la feuille des états de service de Louis de Marcé, il est noté en 1788 : « Bon officier, instruit, a de l'esprit, a servi utilement et avec zèle ».

### Carrière pendant la Révolution française
En 1791, Marcé réside à Agen et s'occupe de l'organisation des premiers bataillons de volontaires. Il sert pendant quinze mois dans la 20e division militaire. En mars 1792, il prend le commandement de la 12e division militaire, basée à Nantes, en remplacement du Dumouriez. Il s'occupe alors de l'embarquement des troupes pour Saint-Domingue. Retenu par la goutte, il passe cependant un assez long séjour à Paris.
Le 13 mai 1792, Marcé est promu au grade de lieutenant général, renommé ensuite en « général de division ». À cette époque, il signe sous le nom de « Demarcé ».
En juin 1792, il demande au ministre de la guerre le commandement de la 20e division militaire, en remplacement du général de Verteuil, mais ce dernier obtient de ne pas être mis à la retraite et la ville de Nantes s'oppose à son départ. En septembre, le conseil général de la Loire-Inférieure déclare alors qu'il tient à « rendre justice au civisme manifesté par M. De Marcé, [...] à son activité et à son zèle pour le bien public, et à ses talents militaires »

### Guerre de Vendée
Le 13 mars 1793, au commencement de la guerre de Vendée, le général Marcé arrive à La Rochelle avec 900 hommes rassemblés à Rochefort. Le lendemain, il sort de La Rochelle avec une colonne de 1 100 à 1 200 hommes et quatre canons et s'engage sur la route de Nantes,,. Le 16 mars, il arrive à Sainte-Hermine. Le 17, il reprend la ville de Chantonnay après un combat contre les insurgés. Il reçoit ensuite des renforts et annonce son intention de poursuivre sa marche à travers le territoire insurgé et de se porter jusqu'à Nantes.
Le 19 mars, désormais à la tête de 2 300 hommes, Marcé se remet en mouvement. Mais après avoir dépassé Saint-Vincent-Sterlanges, ses troupes sont surprises et mises en déroute par les forces vendéennes menées par Charles de Royrand. Le lendemain, Marcé est destitué à Sainte-Hermine par les représentants en mission Niou, Trullard, Auguis et Carra,. La fuite de l'armée de s'arrête qu'à La Rochelle, malgré de vaines tentatives des officiers pour les rallier. Marcé est parmi les derniers à rentrer.

### Condamnation à mort et exécution
Après avoir été destitué, le général Marcé est arrêté le soir du 20 mars et incarcéré à l'hôtel de ville de La Rochelle sur ordre des représentants en mission,,. Il est remplacé par son second, le colonel Henri de Boulard, du 60e régiment d'infanterie,,,. Le 21 mars, Niou et Trullard rédigent leur rapport et rejettent la responsabilité de la défaite sur le général Marcé qu'ils accusent d'inaction,,. Dans ce rapport, Niou affirme avoir conseillé à Marcé de quitter la position occupée par les républicains avant l'attaque des Vendéens,,. Cependant la version des représentants est contredite par Boulard qui, dans son rapport rédigé le 21 mars pour le ministre de la guerre et dans sa déposition du 22 mars devant les commissaires du district et de la commune de La Rochelle, affirme que le représentant en mission a cru en l'arrivée de renforts patriotes et a défendu d'ouvrir le feu,,,. Niou et Trullard se bornent à parler d'une défaite « bien étrange et bien cruelle », cependant les représentants en mission Auguis et Carra vont plus loin. Ayant assisté à la déroute des troupes alors qu'ils étaient à Sainte-Hermine,, ils accusent Marcé de « la plus lâche impéritie » ou de « la plus lâche trahison »,,. Ils font également arrêter son fils aîné, âgé de 18 ans, en affirmant avoir de bonnes raisons de croire qu'ils ont tous deux trempé dans le complot du marquis de La Rouërie,,. Le 6 avril, Auguis et Carra font un rapprochement avec la trahison en Belgique du général Dumouriez en affirmant que la date de sa trahison à la bataille de Neerwinden est la même que celle de la défaite de Marcé,, et en ajoutant que Dumouriez a servi comme maréchal de camp en Vendée de 1791 à 1792. Ils concluent qu'il n'y a « plus de doute sur un complot général, Marcé et Dumouriez étaient d'accord »,,.
La nouvelle de la déroute du Pont-Charrault arrive à Paris le 23 mars et provoque la stupeur des députés de la Convention nationale qui jugent incompréhensible la défaite de troupes de ligne face à des paysans et ne l'expliquent que par une trahison. Le député Lecointe-Puyraveau évoque une conspiration anglaise. Tallien déclare que Marcé ne peut être qu'« un imbécile ou un traître ». Barère demande que Marcé soit jugé par une cour martiale à La Rochelle. Mais Robespierre intervient et insiste pour que le général passe en jugement à Paris, devant le Tribunal révolutionnaire. Le 11 mai, la Société des amis de la liberté et de l'égalité de La Rochelle adresse également une dénonciation au tribunal révolutionnaire de Paris : « Le traître Marcé a sacrifié les troupes de la République. […] Deux mois ont passé depuis sa trahison et il respire encore ! Enfin le tribunal révolutionnaire doit le juger, et, pour l'intérêt de la Révolution, pour l'intérêt de la justice nationale, nous espérons que sa punition sera terrible. »
Marcé est écroué en mai à la prison de l'Abbaye. Il est traduit devant le tribunal révolutionnaire le 26 juillet 1793 et mis en jugement le 28 janvier 1794. Le général tente de se défendre en assurant que la défaite n'est que le résultat malheureux de la panique d'un bataillon. Mais, dans son réquisitoire, Fouquier-Tinville accuse le général d'avoir « méchamment et à dessein, trahi les intérêts de la République […] en favorisant le progrès des armes des brigands sur son territoire »,. Le tribunal porte quant à lui dans son jugement des griefs de trahison, de négligence et d'indignité en reprochant à l'officier de ne pas avoir ordonné « une retraite devenue nécessaire » et d'avoir abandonné « par une fuite lâche et criminelle, les troupes en désordre et l'artillerie exposée ; ce qui a fait perdre à la République de généreux défenseurs et a procuré aux révoltés des progrès monstrueux ». Condamné à mort, Marcé est guillotiné le 29 janvier 1794,.
La thèse du complot n'est pas retenue par les historiens,. Ainsi, pour Jean-Clément Martin, « aussi grave qu'il a pu être, l'échec de Marcé est simplement dû à la médiocrité des moyens militaires des révolutionnaires et à leur manque de volonté. Les troupes de ligne dont dispose la région qui s'étend de Nantes à La Rochelle sont peu nombreuses. L'obsession d'un débarquement anglais sur les côtes oblige le stationnement permanent de troupes dans les ports, ainsi que dans les îles, qui commandent la côte. »

## Postérité
Une rue porte son nom dans l'ancienne commune de Saint-Philbert-du-Pont-Charrault, aujourd'hui rattachée à Chantonnay (Vendée).